# Simulium angustitarse
Simulium angustitarse är en tvåvingeart som först beskrevs av Lundstrom 1911.  Simulium angustitarse ingår i släktet Simulium och familjen knott. Arten är reproducerande i Sverige. Inga underarter finns listade i Catalogue of Life.